# مؤسسة ألفريد كروب فون بوهلين أوند هالباخ
مؤسسة ألفريد كروب فون بوهلين أوند هالباخ (بالألمانية: Alfried Krupp von Bohlen und Halbach-Stiftung) هي مؤسسة خيرية ألمانية كبرى، أنشأها وسميت على شرف ألفريد كروب فون بوهلين أوند هالباخ ، المالك السابق ورئيس شركة كروب. كانت شركة كروب في يوم من الأيام أكبر شركة في أوروبا ، وواحدة من أكبر مستخدمي العمل الجبري في زمن الحرب  في ألمانيا النازية ، بما في ذلك مصنع كروب للذخيرة بالألمانية: ( Weichsel Union Metallwerke ) في محتشد الموت أوشفيتز . في عام 1959 ، وعدت الشركة بدفع تعويضات فردية قدرها 5000 مارك ألماني (1,190 دولارًا أمريكيًا) إلى 2000 عامل من العبيد (2 ٪ من جميع عمال العبيد المقدر بـ 100.000) ، بإجمالي 1000000 مارك ألماني (2.380.000 دولار) بعد تعديله لمراعاة التضخم، يتوافق هذا مع ما يقرب من 18.4 مليون يورو أو 20.5 مليون دولار في 2018.
عند وفاة ألفريد كروب فون بوهلين أوند هالباخ في عام 1967 ،  تم نقل جميع ممتلكات عائلة كروب إلى المؤسسة. اليوم، تعد المؤسسة أكبر مساهم في مجموعة تيسين كروب الصناعية (20.9 ٪ اعتبارًا من 2018) وتتحكم إلى حد كبير في مجلس إدارة الشركة. تم تكليف المؤسسة أيضًا بالحفاظ على «وحدة» تيسين كروب وتستخدم العائدات من مدفوعات أرباح تيسين كروب لمزيد من الأسباب الجيدة في العلوم والتعليم.

## روابط خارجية
- مؤسسة ألفريد كروب فون بوهلين أوند هالباخ
- أسلحة كروب في أوشفيتز